# John Juanda
Johnson "John" Juanda (født 8. juli 1971 i Medan i Indonesien) er en amerikansk professionel pokerspiller, som bor i Los Angeles. Han har har vundet World Series of Poker Europe (WSOPE) Main Event i 2008 og han har i alt 4 WSOP armbånd. 
Juanda er født og opvokset i Indonesien, men er etnisk kineser. I 1990 kom han til USA, hvor han blev indskrevet ved Oklahoma State University. Han fik en MBA fra Seattle University. 
I High School var John en stjerne til løb. Han kunne løbe alt fra 200 – 5000 meter. Dengang arbejdede han også som dør til dør sælger, hvor han solgte bibler. 

## World Series of Poker
I 2001 vandt Juanda hans første WSOP armbånd. I september 2008 vandt han sit 4. og seneste armbånd da han vandt £10,000 World Series of Poker Europe (WSOPE) Main Event. For denne flotte præstation, scorede han hele £868,800 eller det samme som $1,580,096. På finaelbordet besejrede han store navne som Daniel Negreanu, Scott Fischman, Ivan Demidov og i en meget lang heads-up duel vandt John Juanda over russiske Stanislav Alekhin. I øvrigt har han cashet 45 gange i WSOP sammenhæng.
Juanda har tjent mere end $3,4 millioner på WSOP.

## World Poker Tour
John har aldrig vundet en World Poker Tour (WPT) titel, men han har nået finaelbordet hele 6 gange i løbet af hans karriere. Hans første finaelbord fandt sted i Las Vegas($10,000 Five Diamond World Poker Classic) år 2002, hvor han sluttede som nummer 2, kun overgået af vinderen, som var ingen ringere end danske Gus Hansen. John vandt her $278,240 for hans præstation. 
Hans andet finalebord var ikke et rigtigt finaelbord, fordi denne event var en WPT invitations turnering. Trods det vandt han dog $18,000 for en 3. plads. 
I 2004 blev Juanda nummer 4 i $10,000 Mirage Poker Showdown i Las Vegas. Den indbragte ham $162,012. Samme år, blot få måneder efter, blev han nummer 5 i Ultimatebet.com Poker Classic, Palm Beach. $130,000 blev hans beløning. 2004 var et rigtigt godt år for John Juanda, hvis man tæller finaelborde i WPT op. Hans 4. finalebord det år blev $10,000 North American Poker Championship eventen, hvor han vandt $84,000. (Dette var hans i alt 5 finaelbord). 
Hans seneste WPT finaelbord var 2006 udgaven af North American Poker Championships. Her blev han nummer 5 og tjente $193,003. 
Han har tjent mere end $1,2 millioner på WPT.

## Andre resultater
I november 2004 vandt han $225,000 på hans 1. plads i Professional Poker Tour på Foxwoods Casino i Connecticut.
I slutningen af 2005 tjente han næsten $500,000 efter at have vundet Monte Carlo Millions i Monte Carlo, Monaco, Monte Carlo Millions $25,000 sideevent og slutte som nummer 2 i Full Tilt Poker's $120,000 Invitational også i Monte Carlo. 
I januar 2006 besejrede Juanda et stort felt af professionelle spillere, som Jeff Lisandro, Mike Sexton, Barry Greenstein, Tony Bloom, Tony G og Phil Ivey. Turneringen han vandt, hed A$100,000 Speed Poker Million Dollar Challenge, som foregik på Crown Casino i Melbourne, Australien. Eventen var en del af 2006 Aussie Millions. Han vandt her AUD$1,000,000 eller $732,901 for hans førsteplads. 
Umiddelbart efter, at John Juanda havde vundet Main Event i WSOPE, blev han nummer 2 i European Poker Tour (EPT) London £1 Million Showdown (en stor highroller turnering, buy-in var £20,000). Heads-up blev han besejret af den tidligere EPT vinder Jason Mercier. For andenpladsen modtog han £327,000 eller knap $600,000. Så den ug e blev en meget indbringende en af slagsen for Juanda.
John Juanda har gennem hele hans pokerkarriere tjent mere end $9,600,000. 
Han er medlem af Team Full Tilt på Full Tilt Poker 

## WSOP armbånd
| År         | Turnering                              | Vundet (US$) |
| ---------- | -------------------------------------- | ------------ |
| 2002       | $1.500 Triple Draw Lowball Ace to Five | $49.620      |
| 2003       | $2.500 Seven Card Stud Hi-Lo Split     | $130.200     |
| 2003       | $2.500 Pot Limit Omaha                 | $203.840     |
| 2008 WSOPE | £10.000 No Limit Hold'em Main Event    | $1.539.250   |